# Testament (игра)
Testament (с англ. — «завет») — компьютерная игра в жанре шутера от первого лица и хоррора, вышедшая в 1996 году.
В 1998 году вышло продолжение игры, Testament II.

## Игровой процесс
Игра обладает схожим с Wolfenstein 3D и Doom игровым процессом. Разбита на 16 уровней, в каждом из которых игрок должен отыскать обрывок свитка Testament. В большинстве уровней свиток спрятан за дверью, и игроку требуется найти ключ, чтобы пройти через неё. Для сражения с врагами в распоряжении игрока есть четыре вида оружия: короткоствольный пистолет, пулемёт, огнемёт и двуствольное ружьё.

## Сюжет
Игрок управляет безымянным солдатом, участвовашим в экспедиции в гробницу Гхувты — могущественного колдуна, правившего сильнейшей империей 4000 лет назад. Боец отстал от экспедиции, и теперь ему необходимо выбраться из проклятых земель. Если он хочет выжить, ему необходимо отыскать призрак чародея и уничтожить его.

## Разработка
В основу Testament лёг клон Wolfenstein 3D, написанный Филипом «FiDo» Доксанским. По словам Филипа, в те времена начались первые попытки написать трёхмерную игру для Amiga: многие разработчики пытались склонировать Doom, однако производительности компьютеров было недостаточно для рендеринга игры в хорошем разрешении, и он решил, что полноценный клон Wolfenstein будет работать лучше. Для разработки Testament Филип собрал команду Insanity, к которой присоединились художник Петр Кадлечек и композитор Давид Веселы. Первая демоверсия, названная The Graveyard (с англ. — «кладбище»), была представлена на чешской выставке Amiga Workshop в 1996 году, где она заняла первое место — несмотря на то, что у неё были заметные проблемы с производительностью, и в дальнейшем в игре был полностью переписан код и перерисована графика. После разработки The Graveyard Давид Веселы ушёл в армию, и для завершении игры разработчикам пришлось обратиться за помощью к сторонним композиторам. Игра вышла в том же году.
По словам Филипа Доксанского, игра хорошо продалась в Чехии за счёт распространения пиратских копий, однако разработчики ничего на этом не заработали. За распространение игры в Германии отвечала компания TCP-ACP.

## Критика
Игра получила в основном положительные отзывы. Энди Смит из Amiga Format оценил игру в 92 %, описав её как «великолепную игру, сфокусированную на том, чтобы сделать удовольствие от игрового процесса максимальным». Томаш Зайпт в рецензии для чешского журнала Amiga Review дал игре 60 %, высоко оценив атмосферу, игровой процесс и музыкальное сопровождение. Он, однако, раскритиковал техническую составляющую игры — в частности, искусственный интеллект противников и игровой движок.